# Trzewiki rybaka
Trzewiki rybaka (ang. The Shoes of the Fisherman) – amerykański film obyczajowy z 1968 roku w reżyserii Michaela Andersona, zrealizowany na podstawie bestsellerowej powieści Morrisa Westa z 1963 roku pod tym samym tytułem.

## Fabuła
Arcybiskup lwowski Cyryl Lakota po wieloletnim pobycie w łagrach zostaje uwolniony i przyjeżdża do Rzymu. Tu, w nagrodę za swoją niezłomną postawę i cierpienia odniesione podczas zesłania, otrzymuje od Piusa XIII kapelusz kardynalski. Niespodziewanie jednak papież umiera. Konklawe kardynałów, ujęte pobożnością, mądrością i prostotą Cyryla, nieoczekiwanie jego właśnie osadza na Tronie Piotrowym. Nowy papież początkowo nie chce przyjąć funkcji, w końcu jednak poddaje się woli Pana. Pomimo wywyższenia jako papież Cyryl I wciąż jednak pozostaje sobą – pokornym sługą bożym. Czuły i wrażliwy na ludzkie sprawy, jednocześnie ciekawy świata, którego nie mógł poznawać podczas lat zesłania, nocami wymyka się z pałacu, by nieść posługę prostym ludziom, nawet innej wiary. Prawdziwej próbie jako głowa kościoła zostaje jednak poddany, gdy występuje jako mediator pomiędzy zwaśnionymi supermocarstwami. Dzięki swym przymiotom również z niej wychodzi zwycięsko.
Film o głębokim przesłaniu pacyfistycznym z bardzo nietypową, jak dla utartego wizerunku tego aktora (bezkompromisowego twardziela), główną rolą Anthony'ego Quinna. O pełnej ekspresji kreacji, jaką stworzył w tym filmie, pisano później: „Papież Zorba”.

## Obsada
- Anthony Quinn – Cyryl Lakota
- Laurence Olivier – Piotr Kamieniew
- Oskar Werner – ojciec Telemond
- David Janssen – dziennikarz George Faber
- Barbara Jefford – dr Ruth Faber
- Vittorio De Sica – kardynał Rinaldi
- Leo McKern – kardynał Leone
- John Gielgud – papież Pius XIII
- Burt Kwouk – Peng
- Arnoldo Foà – Gelasio
- Leopoldo Trieste – przyjaciel konającego
- Frank Finlay – Igor Bounin
- Dominik Morawski – kardynał Potocki

## Produkcja
Zdjęcia kręcono w Finlandii, Neapolu, Rzymie i Watykanie.

## Odbiór
Film, pomimo dużego jak na owe czasy budżetu, gwiazdorskiej obsady, doskonałej scenografii i muzyki (nominowanej do Oscara) oraz szerokiej promocji, okazał się jednak kasową klapą.

## Nagrody i nominacje
41. ceremonia wręczenia Oscarów
- Najlepsza scenografia i dekoracje wnętrz – George W. Davis, Edward C. Carfagno (nominacja)
- Najlepsza muzyka (nie w musicalu) – Alex North (nominacja)

26. ceremonia wręczenia Złotych Globów
- Najlepsza muzyka – Alex North
- Najlepszy dramat (nominacja)